# Eduardo Chicharro y Agüera
Eduardo Chicharro y Agüera – hiszpański malarz, ojciec poety Eduarda Chicharro Briones.
Był uczniem Joaquina Sorolli i Manuela Domíngueza w Królewskiej Akademii Sztuk Pięknych św. Ferdynanda w Madrycie, studiował również w Rzymie.
W 1910 założył Asociación de Pintores y Escultores, której był pierwszym prezydentem. W 1912 został mianowany dyrektorem Academia Española de Bellas Artes de Roma, włoskiej filii Królewskiej Akademii Sztuk Pięknych Św. Ferdynanda i razem z rodziną przeprowadził się do Rzymu, gdzie mieszkali do 1925.
W 1899 zdobył I medal na Krajowej Wystawie Sztuk Pięknych w Madrycie za dzieło Las uveras, oraz II medal w 1904 za obraz Armida.